# 小行星1981
小行星1981（1981 Midas）是一颗围绕太阳公转的小行星。1973年3月6日，查爾斯·科瓦爾在帕洛马山发现了此天体。
該小行星以希臘神話的弗里吉亞國王邁達斯命名。
这颗小行星的绝对星等为267.796060800672等。